# Liste der Länderspiele der senegalesischen Fußballnationalmannschaft
Diese Liste enthält alle offiziellen Spiele der senegalesischen Fußballnationalmannschaft der Männer.

## Liste der Länderspiele

### 1959
|   | Datum      | Gegner | Resultat | Anlass             | Austragungsort | Bemerkungen                                         |
| - | ---------- | ------ | -------- | ------------------ | -------------- | --------------------------------------------------- |
| * | ??.??.1959 | Gambia | 2:1      | Freundschaftsspiel | ?              | Erstes Länderspiel, Erstes Länderspiel gegen Gambia |

### 1960 bis 1969
|   | Datum      | Gegner                       | Resultat                        | Anlass                                             | Austragungsort   | Bemerkungen                                               |
| - | ---------- | ---------------------------- | ------------------------------- | -------------------------------------------------- | ---------------- | --------------------------------------------------------- |
| * | ??.??.1961 | Gambia                       | 1:1                             | Freundschaftsspiel                                 | ? (GAM)          |                                                           |
| * | 05.12.1961 | Gambia                       | 2:3                             | Freundschaftsspiel                                 | ?                |                                                           |
| * | 25.12.1961 | Gabun                        | 3:2                             | Jeux de l'Amitié 1961-Vorrunde                     | Abidjan (ELF)    | Erstes Länderspiel gegen Gabun                            |
| * | 27.12.1961 | Kamerun                      | 4:0                             | Jeux de l'Amitié 1961-Vorrunde                     | Abidjan (ELF)    | Erstes Länderspiel gegen Kamerun                          |
| * | 29.12.1961 | Elfenbeinküste               | 1:1 n. V.                       | Jeux de l'Amitié 1961-Halbfinale                   | Abidjan (ELF)    | Erstes Länderspiel gegen Elfenbeinküste                   |
| * | 31.12.1961 | Dahomey                      | 3:4                             | Jeux de l'Amitié 1961-Spiel um Platz 3             | Abidjan (ELF)    | Erstes Länderspiel gegen Dahomey/Benin                    |
| * | ??.??.1962 | Gambia                       | 5:3                             | Freundschaftsspiel                                 | ?                |                                                           |
| * | ??.??.1962 | Elfenbeinküste               | 1:1                             | Freundschaftsspiel                                 | ?                |                                                           |
| * | 12.04.1963 | Mali                         | 1:3                             | Tournoi d'Afrique de l'Ouest 1963-Halbfinale       | ?                | Erstes Länderspiel gegen Mali                             |
| * | 12.04.1963 | Nigeria                      | 0:4                             | Tournoi d'Afrique de l'Ouest 1963-Spiel um Platz 3 | ?                | Erstes Länderspiel gegen Nigeria                          |
| * | 12.04.1963 | Kamerun                      | 1:0                             | Jeux de l'Amitié 1963-Vorrunde                     | ?                |                                                           |
| * | 14.04.1963 | Nigeria                      | 5:1                             | Jeux de l'Amitié 1963-Vorrunde                     | ?                |                                                           |
| * | 16.04.1963 | Niger                        | 3:1                             | Jeux de l'Amitié 1963-Vorrunde                     | ?                | Erstes Länderspiel gegen Niger                            |
| * | 20.04.1963 | Tunesien                     | 1:1 n. V. (9:4 Eckenverhältnis) | Jeux de l'Amitié 1963-Finale                       | ?                | Erstes Länderspiel gegen Tunesien                         |
| * | 21.11.1963 | Äthiopien                    | 1:2                             | Freundschaftsspiel                                 | ?                | Erstes Länderspiel gegen Äthiopien                        |
| * | 15.12.1963 | Guinea                       | 1:1                             | Freundschaftsspiel                                 | ?                | Erstes Länderspiel gegen Guinea                           |
| * | ??.??.1964 | Republik Kongo               | 1:3                             | Freundschaftsspiel                                 | ? (KGO)          | Erstes Länderspiel gegen Republik Kongo                   |
| * | 25.02.1965 | Guinea                       | 2:0                             | AM 1965/Qualifikation                              | ?                |                                                           |
| * | 07.03.1965 | Mali                         | 3:0                             | Afrikaspielen 1965-Qualifikation                   | ?                |                                                           |
| * | 29.03.1965 | Guinea                       | 1:3                             | AM 1965/Qualifikation                              | ? (GUI)          |                                                           |
| * | 12.04.1965 | Mali                         | 0:4                             | Afrikaspielen 1965-Qualifikation                   | ? (MLI)          |                                                           |
| * | 18.04.1965 | Mali                         | 2:0                             | AM 1965/Qualifikation                              | ? (MLI)          |                                                           |
| * | 05.05.1965 | Mali                         | 3:1                             | AM 1965/Qualifikation                              | ?                |                                                           |
| * | ??.06.1965 | Togo                         | 2:0                             | Freundschaftsspiel                                 | ?                | Erstes Länderspiel gegen Togo                             |
| * | 14.11.1965 | Tunesien                     | 0:0                             | AM 1965-Vorrunde                                   | Tunis (TUN)      |                                                           |
| * | 19.11.1965 | Äthiopien                    | 5:1                             | AM 1965-Vorrunde                                   | Tunis (TUN)      |                                                           |
| * | 21.11.1965 | Elfenbeinküste               | 0:1                             | AM 1965-Spiel um Platz 3                           | Tunis (TUN)      |                                                           |
| * | ??.??.1966 | Gambia                       | 1:2                             | Freundschaftsspiel                                 | ? (GAM)          |                                                           |
| * | 06.03.1966 | Guinea                       | 0:5                             | Freundschaftsspiel                                 | ? (GUI)          |                                                           |
| * | 29.07.1967 | Guinea                       | 0:3                             | AM 1968/Qualifikation                              | ? (GUI)          |                                                           |
| * | 02.08.1967 | Liberia                      | 4:1                             | AM 1968/Qualifikation                              | ?                | Erstes Länderspiel gegen Liberia                          |
| * | 02.09.1967 | Mali                         | 1:1                             | Freundschaftsspiel                                 | ?                |                                                           |
| * | 11.10.1967 | Guinea                       | 4:1                             | AM 1968/Qualifikation                              | ?                |                                                           |
| * | 15.11.1967 | Liberia                      | 1:1                             | AM 1968/Qualifikation                              | ? (LBR)          |                                                           |
| * | 22.11.1967 | Guinea                       | 2:1                             | AM 1968/Playoff                                    | ?                |                                                           |
| * | 12.01.1968 | Ghana                        | 2:2                             | AM 1968-Vorrunde                                   | Asmara (ÄTH)     | Erstes Länderspiel gegen Ghana                            |
| * | 14.01.1968 | Republik Kongo               | 2:1                             | AM 1968-Vorrunde                                   | Asmara (ÄTH)     |                                                           |
| * | 16.01.1968 | Demokratische Republik Kongo | 1:2                             | AM 1968-Vorrunde                                   | Asmara (ÄTH)     | Erstes Länderspiel gegen die Demokratische Republik Kongo |
| * | 03.11.1968 | Marokko                      | 0:1                             | WM 1970/Qualifikation                              | Casablanca (MAR) | Erstes Länderspiel gegen Marokko                          |
| * | 01.12.1968 | Ghana                        | 0:2                             | Freundschaftsspiel                                 | ? (GHA)          |                                                           |
| * | 05.01.1969 | Marokko                      | 2:1                             | WM 1970/Qualifikation                              | Dakar            |                                                           |
| * | 22.01.1969 | Republik Kongo               | 0:1                             | Freundschaftsspiel                                 | ? (KGO)          |                                                           |
| * | 24.01.1969 | Kamerun                      | 3:2                             | Freundschaftsspiel                                 | ? (KKA)          |                                                           |
| * | 26.01.1969 | Demokratische Republik Kongo | 0:2                             | Freundschaftsspiel                                 | ? (KKA)          |                                                           |
| * | 13.02.1969 | Marokko                      | 0:2                             | WM 1970/Qualifikation-Playoff                      | Las Palmas (SPA) |                                                           |
| * | 08.10.1969 | Guinea                       | 1:1                             | AM 1970/Qualifikation                              | ?                |                                                           |
| * | 22.10.1969 | Guinea                       | 3:4                             | AM 1970/Qualifikation                              | ? (GUI)          |                                                           |

### 1970 bis 1979
|   | Datum      | Gegner              | Resultat        | Anlass                                     | Austragungsort | Bemerkungen                            |
| - | ---------- | ------------------- | --------------- | ------------------------------------------ | -------------- | -------------------------------------- |
| * | 14.05.1970 | Guinea              | 1:3             | Freundschaftsspiel                         | ? (GUI)        |                                        |
| * | 17.05.1970 | Guinea              | 0:4             | Freundschaftsspiel                         | ? (GUI)        |                                        |
| * | 11.10.1970 | Sierra Leone        | 0:1             | Freundschaftsspiel                         | ? (SLE)        | Erstes Länderspiel gegen Sierra Leone  |
| * | 18.10.1970 | Elfenbeinküste      | 1:0             | Freundschaftsspiel                         | ? (ELF)        |                                        |
| * | 25.10.1970 | Togo                | 0:3             | Freundschaftsspiel                         | ? (TOG)        |                                        |
| * | 04.03.1971 | Kamerun             | 1:1             | Freundschaftsspiel                         | ? (KMR)        |                                        |
| * | 07.03.1971 | Kamerun             | 2:1             | Freundschaftsspiel                         | ? (KMR)        |                                        |
| * | 03.04.1971 | Nigeria             | 2:1             | Olympische Sommerspiele 1972/Qualifikation | ? (NGA)        |                                        |
| * | 18.04.1971 | Nigeria             | 1:1             | Olympische Sommerspiele 1972/Qualifikation | ?              |                                        |
| * | 25.07.1971 | Sierra Leone        | 2:1             | Freundschaftsspiel                         | ?              |                                        |
| * | 18.08.1971 | Guinea              | 0:1             | AM 1972/Qualifikation                      | Conakry (GUI)  |                                        |
| * | 01.09.1971 | Guinea              | 0:0             | AM 1972/Qualifikation                      | Dakar          |                                        |
| * | 19.12.1971 | Mali                | 4:1             | Freundschaftsspiel                         | ?              |                                        |
| * | 09.01.1972 | Republik Kongo      | 0:2             | Freundschaftsspiel                         | ?              |                                        |
| * | 17.02.1972 | Marokko             | 1:3             | Freundschaftsspiel                         | ?              |                                        |
| * | 23.04.1972 | Togo                | 3:1             | Olympische Sommerspiele 1972/Qualifikation | ? (TOG)        |                                        |
| * | 30.04.1972 | Ghana               | 0:1             | Olympische Sommerspiele 1972/Qualifikation | ? (GHA)        |                                        |
| * | 05.05.1972 | Kamerun             | 0:0             | Olympische Sommerspiele 1972/Qualifikation | ?              |                                        |
| * | 14.05.1972 | Togo                | 0:0             | Olympische Sommerspiele 1972/Qualifikation | ?              |                                        |
| * | 19.05.1972 | Kamerun             | 2:3             | Olympische Sommerspiele 1972/Qualifikation | ? (KMR)        |                                        |
| * | 28.05.1972 | Ghana               | 2:0             | Olympische Sommerspiele 1972/Qualifikation | ?              |                                        |
| * | 28.09.1972 | Mauretanien         | 10:1            | Afrikaspielen 1973/Qualifikation           | Dakar          | Erstes Länderspiel gegen Mauretanien   |
| * | 01.10.1972 | Guinea              | 2:3             | Afrikaspielen 1973/Qualifikation           | Dakar          |                                        |
| * | 05.10.1972 | Mali                | 1:1             | Afrikaspielen 1973/Qualifikation           | Dakar          |                                        |
| * | 08.10.1972 | Gambia              | 7:1             | Afrikaspielen 1973/Qualifikation           | Dakar          |                                        |
| * | 19.11.1972 | Marokko             | 0:0             | WM 1974/Qualifikation                      | Agadir (MAR)   |                                        |
| * | 29.11.1972 | Volksrepublik China | 0:0             | Freundschaftsspiel                         | ?              | Erstes Länderspiel gegen China         |
| * | 03.12.1972 | Marokko             | 1:2             | WM 1974/Qualifikation                      | Dakar          |                                        |
| * | 01.01.1973 | Gambia              | 1:2             | Freundschaftsspiel                         | ? (GAM)        |                                        |
| * | 17.02.1973 | Marokko             | 1:3             | Freundschaftsspiel                         | ? (MAR)        |                                        |
| * | 08.04.1973 | Ghana               | 2:3             | AM 1974/Qualifikation                      | ? (GHA)        |                                        |
| * | 21.04.1973 | Ghana               | 1:0 (3:5 i. E.) | AM 1974/Qualifikation                      | ?              |                                        |
| * | 11.08.1974 | Volksrepublik China | 2:5             | Freundschaftsspiel                         | ? (CHN)        |                                        |
| * | 02.02.1975 | Nigeria             | 0:1             | Freundschaftsspiel                         | ?              |                                        |
| * | 16.02.1975 | Mali                | 1:2             | Freundschaftsspiel                         | ? (MLI)        |                                        |
| * | 22.02.1975 | Nigeria             | 1:1             | Freundschaftsspiel                         | ? (NGA)        |                                        |
| * | 30.03.1975 | Marokko             | 0:4             | AM 1976/Qualifikation                      | ? (MAR)        |                                        |
| * | 13.04.1975 | Marokko             | 2:1             | AM 1976/Qualifikation                      | ?              |                                        |
| * | 23.04.1975 | Elfenbeinküste      | 1:0             | Freundschaftsspiel                         | ?              |                                        |
| * | 25.04.1975 | Nigeria             | 1:0             | Freundschaftsspiel                         | ?              |                                        |
| * | 01.06.1975 | Togo                | 1:0             | Olympische Sommerspiele 1976/Qualifikation | ?              |                                        |
| * | 18.06.1975 | Togo                | 1:1             | Olympische Sommerspiele 1976/Qualifikation | ? (TOG)        |                                        |
| * | 30.11.1975 | Zaire               | 3:1             | Olympische Sommerspiele 1976/Qualifikation | ?              |                                        |
| * | 14.12.1975 | Zaire               | 0:2 (5:4 i. E.) | Olympische Sommerspiele 1976/Qualifikation | ? (ZAI)        |                                        |
| * | 14.03.1976 | Ghana               | 0:0             | Olympische Sommerspiele 1976/Qualifikation | ?              |                                        |
| * | 28.03.1976 | Ghana               | 1:2             | Olympische Sommerspiele 1976/Qualifikation | ? (GHA)        |                                        |
| * | 17.10.1976 | Togo                | 0:1             | WM 1978/Qualifikation                      | Lomé (TOG)     |                                        |
| * | 31.10.1976 | Togo                | 1:1             | WM 1978/Qualifikation                      | Dakar          |                                        |
| * | 02.02.1977 | Dänemark            | 2:3             | Freundschaftsspiel                         | Kaolack        | Erstes Länderspiel gegen Dänemark      |
| * | 05.03.1977 | Guinea              | 1:0             | Freundschaftsspiel                         | ?              |                                        |
| * | 13.03.1977 | Togo                | 2:1             | AM 1978/Qualifikation                      | ?              |                                        |
| * | 26.03.1977 | Togo                | 1:0             | AM 1978/Qualifikation                      | ? (TOG)        |                                        |
| * | 01.05.1977 | Algerien            | 0:2             | Freundschaftsspiel                         | ? (ALG)        | Erstes Länderspiel gegen Algerien      |
| * | 28.05.1977 | Marokko             | 3:2             | Freundschaftsspiel                         | ?              |                                        |
| * | 05.06.1977 | Mauretanien         | 2:1             | Freundschaftsspiel                         | ? (MRT)        |                                        |
| * | 12.06.1977 | Nigeria             | 3:1             | AM 1978/Qualifikation                      | ?              |                                        |
| * | 25.06.1977 | Nigeria             | 0:3             | AM 1978/Qualifikation                      | ? (NGA)        |                                        |
| * | 09.01.1979 | Kap Verde           | 1:0             | ACC 1979-Vorrunde                          | Bissau (GNB)   | Erstes Länderspiel gegen Kap Verde     |
| * | 11.01.1979 | Guinea-Bissau       | 2:0             | ACC 1979-Vorrunde                          | Bissau (GNB)   | Erstes Länderspiel gegen Guinea-Bissau |
| * | 13.01.1979 | Guinea              | 3:1             | ACC 1979-Halbfinale                        | Bissau (GNB)   |                                        |
| * | 14.01.1979 | Mali                | 1:0             | ACC 1979-Finale                            | Bissau (GNB)   |                                        |
| * | 30.01.1979 | Guinea              | 1:1             | Freundschaftsspiel                         | ? (LBR)        |                                        |
| * | 01.02.1979 | Liberia             | 1:1             | Freundschaftsspiel                         | ? (LBR)        |                                        |
| * | 03.02.1979 | Togo                | 0:1             | Freundschaftsspiel                         | ? (LBR)        |                                        |
| * | 10.03.1979 | Mali                | 1:0             | Freundschaftsspiel                         | ?              |                                        |
| * | 25.03.1979 | Mali                | 1:2             | Freundschaftsspiel                         | ? (MLI)        |                                        |
| * | 15.04.1979 | Marokko             | 0:1             | Olympische Sommerspiele 1980/Qualifikation | ? (MAR)        |                                        |
| * | 22.04.1979 | Marokko             | 1:0 (5:6 i. E.) | Olympische Sommerspiele 1980/Qualifikation | ?              |                                        |
| * | 29.09.1979 | Nigeria             | 0:2             | Freundschaftsspiel                         | ?              |                                        |
| * | 03.11.1979 | Sierra Leone        | 0:1             | Freundschaftsspiel                         | ? (SLE)        |                                        |
| * | 26.12.1979 | Tunesien            | 1:3             | Freundschaftsspiel                         | ? (TUN)        |                                        |

### 1980 bis 1989
|   | Datum      | Gegner                       | Resultat            | Anlass                                       | Austragungsort     | Bemerkungen                                                 |
| - | ---------- | ---------------------------- | ------------------- | -------------------------------------------- | ------------------ | ----------------------------------------------------------- |
| * | 10.02.1980 | Mali                         | 0:1                 | ACC 1980-Vorrunde                            | Banjul (GAM)       |                                                             |
| * | 14.02.1980 | Mauretanien                  | 2:1                 | ACC 1980-Vorrunde                            | Banjul (GAM)       |                                                             |
| * | 16.02.1980 | Guinea                       | 2:1                 | ACC 1980-Halbfinale                          | Banjul (GAM)       |                                                             |
| * | 18.02.1980 | Gambia                       | 1:0                 | ACC 1980-Finale                              | Banjul (GAM)       |                                                             |
| * | 25.02.1980 | Marokko                      | 2:3                 | Freundschaftsspiel                           | ? (MAR)            |                                                             |
| * | 05.04.1980 | Tunesien                     | 0:2                 | Freundschaftsspiel                           | ?                  |                                                             |
| * | 01.05.1980 | Guinea                       | 1:0                 | Freundschaftsspiel                           | ?                  |                                                             |
| * | 22.06.1980 | Marokko                      | 0:1                 | Weltmeisterschaft 1982/Qualifikation         | Dakar              |                                                             |
| * | 02.07.1980 | Mauretanien                  | 3:1                 | Freundschaftsspiel                           | ? (MRT)            |                                                             |
| * | 06.07.1980 | Marokko                      | 0:0                 | Weltmeisterschaft 1982/Qualifikation         | Casablanca (MAR)   |                                                             |
| * | 09.11.1980 | Mauretanien                  | 3:0                 | Freundschaftsspiel                           | ?                  |                                                             |
| * | 17.11.1980 | Sierra Leone                 | 2:0                 | Afrika-Cup 1982/Qualifikation                | Dakar              |                                                             |
| * | 30.11.1980 | Sierra Leone                 | 2:1                 | Afrika-Cup 1982/Qualifikation                | Freetown (SLE)     |                                                             |
| * | 03.02.1981 | Kap Verde                    | 1:0                 | ACC 1981-Vorrunde                            | Bamako (MLI)       |                                                             |
| * | 05.02.1981 | Guinea-Bissau                | 1:0                 | ACC 1981-Vorrunde                            | Bamako (MLI)       |                                                             |
| * | 10.02.1981 | Guinea                       | 0:1                 | ACC 1981-Halbfinale                          | Bamako (MLI)       |                                                             |
| * | 12.02.1981 | Kap Verde                    | 5:1                 | ACC 1981-Spiel um Platz 3                    | Bamako (MLI)       |                                                             |
| * | 25.03.1981 | Guinea                       | 0:1                 | Freundschaftsspiel                           | ?                  |                                                             |
| * | 03.04.1981 | Algerien                     | 0:2                 | Freundschaftsspiel                           | ? (ALG)            |                                                             |
| * | 12.04.1981 | Tunesien                     | 0:1                 | Afrika-Cup 1982/Qualifikation                | Tunis (TUN)        |                                                             |
| * | 26.04.1981 | Tunesien                     | 0:0                 | Afrika-Cup 1982/Qualifikation                | Dakar              |                                                             |
| * | 01.11.1981 | Marokko                      | 2:0                 | Freundschaftsspiel                           | ?                  |                                                             |
| * | 24.01.1982 | Obervolta                    | 0:0                 | Freundschaftsspiel                           | ? (OBV)            | Erstes Länderspiel gegen Obervolta/Burkina Faso             |
| * | 31.01.1982 | Benin                        | 1:0                 | Freundschaftsspiel                           | ?                  |                                                             |
| * | 11.02.1982 | Guinea                       | 1:1                 | ACC 1982-Vorrunde                            | Praia (KPV)        |                                                             |
| * | 13.02.1982 | Guinea-Bissau                | 1:0                 | ACC 1982-Vorrunde                            | Praia (KPV)        |                                                             |
| * | 15.02.1982 | Sierra Leone                 | 2:0                 | ACC 1982-Vorrunde                            | Praia (KPV)        |                                                             |
| * | 17.02.1982 | Mali                         | 1:0                 | ACC 1982-Halbfinale                          | Praia (KPV)        |                                                             |
| * | 19.02.1982 | Guinea                       | 0:3                 | ACC 1982-Finale                              | Praia (KPV)        |                                                             |
| * | 01.05.1982 | Kamerun                      | 1:2                 | Freundschaftsspiel                           | ? (KMR)            |                                                             |
| * | 04.05.1982 | Ghana                        | 0:0                 | Freundschaftsspiel                           | ? (KMR)            |                                                             |
| * | 05.05.1982 | Guinea                       | 1:1                 | Freundschaftsspiel                           | ? (KMR)            |                                                             |
| * | 27.10.1982 | Marokko                      | 2:1                 | Freundschaftsspiel                           | ?                  |                                                             |
| * | 06.08.1982 | Südkorea                     | 2:0                 | Freundschaftsspiel (Merdeka Tournament 1982) | Kuala Lumpur (MAS) | Erstes Länderspiel gegen Südkorea                           |
| * | 09.08.1982 | Vereinigte Arabische Emirate | 3:1                 | Freundschaftsspiel (Merdeka Tournament 1982) | Kuala Lumpur (MAS) | Erstes Länderspiel gegen die Vereinigten Arabischen Emirate |
| * | 11.08.1982 | Indonesien                   | 2:2                 | Freundschaftsspiel (Merdeka Tournament 1982) | Kuala Lumpur (MAS) | Erstes Länderspiel gegen Indonesien                         |
| * | 13.08.1982 | Malaysia                     | 0:1                 | Freundschaftsspiel (Merdeka Tournament 1982) | Kuala Lumpur (MAS) | Erstes Länderspiel gegen Malaysia                           |
| * | 17.08.1982 | Santa Catarina               | 0:2                 | Freundschaftsspiel (Merdeka Tournament 1982) | Kuala Lumpur (MAS) | inoffizielles Länderspiel                                   |
| * | 19.08.1982 | Südkorea                     | 1:1                 | Freundschaftsspiel (Merdeka Tournament 1982) | Kuala Lumpur (MAS) |                                                             |
| * | 20.08.1982 | Ghana                        | 2:2                 | Freundschaftsspiel (Merdeka Tournament 1982) | Kuala Lumpur (MAS) |                                                             |
| * | 27.10.1982 | Togo                         | 1:2                 | Freundschaftsspiel                           | ?                  |                                                             |
| * | 14.11.1982 | Niger                        | 0:0                 | Afrika-Cup 1984/Qualifikation                | ? (NIG)            |                                                             |
| * | 28.11.1982 | Niger                        | 1:0                 | Afrika-Cup 1984/Qualifikation                | ?                  |                                                             |
| * | 13.01.1983 | Niger                        | 0:2                 | Freundschaftsspiel (Coupe de la CEDEAO 1983) | ?                  |                                                             |
| * | 01.02.1983 | Guinea                       | 1:0                 | Freundschaftsspiel                           | ?                  |                                                             |
| * | 06.02.1983 | Niger                        | 2:0 (5:3 i. E.)     | Freundschaftsspiel (Coupe de la CEDEAO 1983) | ?                  |                                                             |
| * | 09.03.1983 | Marokko                      | 1:0                 | Freundschaftsspiel                           | ?                  |                                                             |
| * | 10.03.1983 | Marokko                      | 0:0                 | Freundschaftsspiel                           | ?                  |                                                             |
| * | 08.04.1983 | Libyen                       | 1:2                 | Afrika-Cup 1984/Qualifikation                | ? (LBY)            | Erstes Länderspiel gegen Libyen                             |
| * | 24.04.1983 | Libyen                       | 1:0                 | Afrika-Cup 1984/Qualifikation                | ?                  |                                                             |
| * | 29.05.1983 | Benin                        | 2:0                 | Freundschaftsspiel                           | ?                  |                                                             |
| * | 12.06.1983 | Benin                        | 2:0                 | Freundschaftsspiel                           | ? (BEN)            |                                                             |
| * | 20.07.1983 | Guinea-Bissau                | 1:1                 | ACC 1983-Vorrunde                            | Nouakchott (MRT)   |                                                             |
| * | 23.07.1983 | Gambia                       | 2:1                 | ACC 1983-Vorrunde                            | Nouakchott (MRT)   |                                                             |
| * | 24.07.1983 | Guinea                       | 1:1                 | ACC 1983-Vorrunde                            | Nouakchott (MRT)   |                                                             |
| * | 27.07.1983 | Mali                         | 2:1                 | ACC 1983-Halbfinale                          | Nouakchott (MRT)   |                                                             |
| * | 29.07.1983 | Guinea-Bissau                | 3:0                 | ACC 1983-Finale                              | Nouakchott (MRT)   |                                                             |
| * | 14.08.1983 | Algerien                     | 1:1                 | Afrika-Cup 1984/Qualifikation                | ?                  |                                                             |
| * | 28.08.1983 | Algerien                     | 0:2                 | Afrika-Cup 1984/Qualifikation                | ? (ALG)            |                                                             |
| * | 25.09.1983 | Marokko                      | 0:1                 | Olympische Sommerspiele 1984/Qualifikation   | ? (MAR)            |                                                             |
| * | 09.10.1983 | Marokko                      | 0:1                 | Olympische Sommerspiele 1984/Qualifikation   | ?                  |                                                             |
| * | 05.11.1983 | Nigeria                      | 0:1                 | Freundschaftsspiel (Coupe de la CEDEAO 1983) | ? (NGA)            |                                                             |
| * | 19.11.1983 | Nigeria                      | 0:1                 | Freundschaftsspiel (Coupe de la CEDEAO 1983) | ?                  |                                                             |
| * | 02.01.1984 | Gambia                       | 2:2                 | Freundschaftsspiel                           | ? (GAM)            |                                                             |
| * | 04.01.1984 | Mauretanien                  | 2:0                 | Freundschaftsspiel                           | ? (GAM)            |                                                             |
| * | 18.01.1984 | Guinea                       | 1:0                 | Freundschaftsspiel                           | ?                  |                                                             |
| * | 29.01.1984 | Liberia                      | 0:0                 | Freundschaftsspiel                           | ? (ELF)            |                                                             |
| * | 31.01.1984 | Elfenbeinküste               | 0:1                 | Freundschaftsspiel                           | ? (ELF)            |                                                             |
| * | 02.02.1984 | Mali                         | 2:2                 | Freundschaftsspiel                           | ? (ELF)            |                                                             |
| * | 05.02.1984 | Elfenbeinküste               | 3:4                 | Freundschaftsspiel                           | ? (ELF)            |                                                             |
| * | 09.02.1984 | Guinea-Bissau                | 3:2                 | ACC 1984-Vorrunde                            | ? (SLE)            |                                                             |
| * | 11.02.1984 | Mali                         | 0:1                 | ACC 1984-Vorrunde                            | ? (SLE)            |                                                             |
| * | 13.02.1984 | Mauretanien                  | 6:0                 | ACC 1984-Vorrunde                            | ? (SLE)            |                                                             |
| * | 15.02.1984 | Gambia                       | 1:0                 | ACC 1984-Halbfinale                          | ? (SLE)            |                                                             |
| * | 19.02.1984 | Sierra Leone                 | 0:0 n. V. 5:3 i. E. | ACC 1984-Finale                              | ? (SLE)            |                                                             |
| * | 23.06.1984 | Marokko                      | 1:2                 | Freundschaftsspiel                           | ? (MAR)            |                                                             |
| * | 01.06.1984 | Angola                       | 0:1                 | Weltmeisterschaft 1986/Qualifikation         | Luanda (ANG)       | Erstes Länderspiel gegen Angola                             |
| * | 15.07.1984 | Angola                       | 1:0 n. V. 3:4 i. E. | Weltmeisterschaft 1986/Qualifikation         | Dakar              |                                                             |
| * | 12.02.1985 | Guinea                       | 2:0                 | ACC 1985-Vorrunde                            | ? (GAM)            |                                                             |
| * | 14.02.1985 | Mauretanien                  | 2:0                 | ACC 1985-Vorrunde                            | ? (GAM)            |                                                             |
| * | 16.02.1985 | Mali                         | 2:2                 | ACC 1985-Vorrunde                            | ? (GAM)            |                                                             |
| * | 19.02.1985 | Kap Verde                    | 1:0                 | ACC 1985-Halbfinale                          | ? (GAM)            |                                                             |
| * | 22.02.1985 | Gambia                       | 1:0                 | ACC 1985-Finale                              | ? (GAM)            |                                                             |
| * | 31.03.1985 | Togo                         | 1:0                 | Afrika-Cup 1986/Qualifikation                | Tsévié (TOG)       |                                                             |
| * | 14.04.1985 | Togo                         | 1:1                 | Afrika-Cup 1986/Qualifikation                | Dakar              |                                                             |
| * | 10.05.1985 | Mauretanien                  | 0:0                 | Freundschaftsspiel                           | ? (MRT)            |                                                             |
| * | 18.08.1985 | Simbabwe                     | 0:1                 | Afrika-Cup 1986/Qualifikation                | Harare (SIM)       | Erstes Länderspiel gegen Simbabwe                           |
| * | 01.09.1985 | Simbabwe                     | 3:0                 | Afrika-Cup 1986/Qualifikation                | Dakar              |                                                             |
| * | 17.12.1985 | Südkorea                     | 2:1                 | Freundschaftsspiel                           | ?                  |                                                             |
| * | 25.12.1985 | Guinea                       | 3:1                 | Freundschaftsspiel (Coupe de la CEDEAO 1985) | ?                  |                                                             |
| * | 29.12.1985 | Elfenbeinküste               | 2:0                 | Freundschaftsspiel (Coupe de la CEDEAO 1985) | ?                  |                                                             |
| * | 22.01.1986 | Gabun                        | 1:0                 | Freundschaftsspiel                           | ? (GAB)            |                                                             |
| * | 01.02.1986 | Guinea                       | 2:1                 | ACC 1986-Vorrunde                            | ?                  |                                                             |
| * | 05.02.1986 | Mali                         | 1:0                 | ACC 1986-Vorrunde                            | ?                  |                                                             |
| * | 08.02.1986 | Gambia                       | 1:0                 | ACC 1986-Halbfinale                          | ?                  |                                                             |
| * | 10.02.1986 | Sierra Leone                 | 3:1                 | ACC 1986-Finale                              | ?                  |                                                             |
| * | 07.03.1986 | Ägypten                      | 1:0                 | Afrika-Cup 1986-Vorrunde                     | Kairo (ÄGY)        | Erstes Länderspiel gegen Ägypten                            |
| * | 10.03.1986 | Mosambik                     | 2:0                 | Afrika-Cup 1986-Vorrunde                     | Kairo (ÄGY)        | Erstes Länderspiel gegen Mosambik                           |
| * | 13.03.1986 | Elfenbeinküste               | 0:1                 | Afrika-Cup 1986-Vorrunde                     | Kairo (ÄGY)        |                                                             |
| * | 13.08.1986 | Gabun                        | 1:0                 | Freundschaftsspiel                           | ?                  |                                                             |
| * | 23.02.1987 | Sierra Leone                 | 0:1                 | ACC 1987-Vorrunde                            | ? (GUI)            |                                                             |
| * | 25.02.1987 | Kap Verde                    | 2:0                 | ACC 1987-Vorrunde                            | ? (GUI)            |                                                             |
| * | 01.03.1987 | Guinea                       | 0:1                 | ACC 1987-Halbfinale                          | ? (GUI)            |                                                             |
| * | 02.03.1987 | Sierra Leone                 | 0:0 n. V. 3:0 i. E. | ACC 1987-Spiel um Platz 3.                   | ? (GUI)            |                                                             |
| * | 29.03.1987 | Guinea                       | 4:0                 | Afrika-Cup 1988/Qualifikation                | Dakar              |                                                             |
| * | 12.04.1987 | Guinea                       | 0:0                 | Afrika-Cup 1988/Qualifikation                | Conakry (GUI)      |                                                             |
| * | 24.05.1987 | Torino FC                    | 1:3                 | Freundschaftsspiel (Kirin Cup 1987)          | Sapporo (JPN)      | inoffizielles Länderspiel                                   |
| * | 27.05.1987 | Japan                        | 2:2                 | Freundschaftsspiel (Kirin Cup 1987)          | Hiroshima (JPN)    | Erstes Länderspiel gegen Japan                              |
| * | 29.05.1987 | Fluminense                   | 0:7                 | Freundschaftsspiel (Kirin Cup 1987)          | Kobe (JPN)         | inoffizielles Länderspiel                                   |
| * | 28.06.1987 | Ghana                        | 0:2                 | Olympische Sommerspiele 1988/Qualifikation   | ? (GHA)            |                                                             |
| * | 05.07.1987 | Zaire                        | 0:0                 | Afrika-Cup 1988/Qualifikation                | Dakar              |                                                             |
| * | 11.07.1987 | Ghana                        | 0:1                 | Olympische Sommerspiele 1988/Qualifikation   | ?                  |                                                             |
| * | 19.07.1987 | Zaire                        | 0:0 n. V. 2:4 i. E. | Afrika-Cup 1988/Qualifikation                | Kinshasa (ZAI)     |                                                             |
| * | 02.08.1987 | Ägypten                      | 0:1                 | Afrikaspiele 1987-Vorrunde                   | Nairobi (KEN)      |                                                             |
| * | 04.08.1987 | Malawi                       | 0:2                 | Afrikaspiele 1987-Vorrunde                   | Nairobi (KEN)      | Erstes Länderspiel gegen Malawi                             |
| * | 06.08.1987 | Elfenbeinküste               | 0:1                 | Afrikaspiele 1987-Vorrunde                   | Nairobi (KEN)      |                                                             |
| * | 08.08.1987 | Tunesien                     | 1:0                 | Afrikaspiele 1987-Spiel um Platz 7.          | Nairobi (KEN)      |                                                             |
| * | 19.12.1987 | Elfenbeinküste               | 0:1                 | Freundschaftsspiel (Coupe de la CEDEAO 1987) | ?                  |                                                             |
| * | 22.12.1987 | Burkina Faso                 | 1:0                 | Freundschaftsspiel (Coupe de la CEDEAO 1987) | ?                  |                                                             |
| * | 28.04.1988 | Gambia                       | 4:0                 | ACC 1988-Vorrunde                            | ? (GNB)            |                                                             |
| * | 30.04.1988 | Guinea-Bissau                | 1:1                 | ACC 1988-Vorrunde                            | ? (GNB)            |                                                             |
| * | 02.05.1988 | Sierra Leone                 | 2:2                 | ACC 1988-Vorrunde                            | ? (GNB)            |                                                             |
| * | 05.05.1988 | Mali                         | 1:1 n. V. 5:6 i. E. | ACC 1988-Halbfinale                          | ? (GNB)            |                                                             |
| * | 07.05.1988 | Sierra Leone                 | 2:1                 | ACC 1988-Spiel um Platz 3.                   | ? (GNB)            |                                                             |
| * | 17.11.1988 | Kap Verde                    | 1:0                 | Freundschaftsspiel                           | ? (KPV)            |                                                             |
| * | 18.11.1988 | Angola                       | 2:1                 | Freundschaftsspiel                           | ? (KPV)            |                                                             |
| * | 29.01.1989 | Zaire                        | 1:1                 | Freundschaftsspiel                           | ?                  |                                                             |
| * | 31.01.1989 | Zaire                        | 2:1                 | Freundschaftsspiel                           | ?                  |                                                             |
| * | 01.04.1989 | Marokko                      | 2:1                 | Freundschaftsspiel                           | ?                  |                                                             |
| * | 24.05.1989 | Guinea-Bissau                | 0:0                 | ACC 1989-Vorrunde                            | ? (MLI)            |                                                             |
| * | 27.05.1989 | Mali                         | 2:2                 | ACC 1989-Vorrunde                            | ? (MLI)            |                                                             |
| * | 30.05.1989 | Kap Verde                    | 1:2                 | ACC 1989-Vorrunde                            | ? (MLI)            |                                                             |
| * | 02.07.1989 | Tunesien                     | 3:0                 | Afrika-Cup 1990/Qualifikation                | Dakar              |                                                             |
| * | 16.07.1989 | Tunesien                     | 1:0                 | Afrika-Cup 1990/Qualifikation                | Tunis (TUN)        |                                                             |
| * | 04.08.1989 | Gambia                       | 0:0                 | Freundschaftsspiel                           | ? (GAM)            |                                                             |
| * | 21.11.1989 | Zentralafrikanische Republik | 3:0                 | Freundschaftsspiel                           | ?                  | Erstes Länderspiel gegen Zentralafrika                      |
| * | 26.11.1989 | Republik Kongo               | 0:0                 | Freundschaftsspiel                           | ? (CGO)            |                                                             |
| * | 24.12.1989 | Sierra Leone                 | 1:0                 | Freundschaftsspiel                           | ?                  |                                                             |
| * | 31.12.1989 | Algerien                     | 0:0                 | Freundschaftsspiel                           | ?                  |                                                             |

### 1990 bis 1999
|   | Datum      | Gegner                       | Resultat            | Anlass                                                     | Austragungsort    | Bemerkungen |
| - | ---------- | ---------------------------- | ------------------- | ---------------------------------------------------------- | ----------------- | --- |
| * | 24.01.1990 | Liberia                      | 1:0                 | Freundschaftsspiel (Coupe de la CEDEAO 1990-Halbfinale)    | ? (NGA)           | |
| * | 28.01.1990 | Nigeria                      | 0:0 or 1:1          | Freundschaftsspiel (Coupe de la CEDEAO 1990-Finale)        | ? (NGA)           | Senegal weigerte sich, an einem Elfmeterschießen teilzunehmen (er behauptete, dass das Licht im Stadion nicht ausreiche), und so wurde Nigeria standardmäßig der Pokal zugesprochen |
| * | ??.??.1990 | AS Cannes                    | 0:2                 | Freundschaftsspiel                                         | Cannes (FRA)      | Inoffizielles Länderspiel |
| * | ??.??.1990 | Malmö FF                     | 1:2                 | Freundschaftsspiel                                         | Cannes (FRA)      | Inoffizielles Länderspiel |
| * | 03.03.1990 | Kenia                        | 0:0                 | AM 1990-Vorrunde                                           | Annaba (ALG)      | Erstes Länderspiel gegen Kenia |
| * | 06.03.1990 | Kamerun                      | 2:0                 | AM 1990-Vorrunde                                           | Annaba (ALG)      | |
| * | 09.03.1990 | Sambia                       | 0:0                 | AM 1990-Vorrunde                                           | Annaba (ALG)      | Erstes Länderspiel gegen Sambia |
| * | 12.03.1990 | Algerien                     | 1:2                 | AM 1990-Halbfinale                                         | Algier (ALG)      | |
| * | 15.03.1990 | Sambia                       | 0:1                 | AM 1990-Spiel um Platz 3                                   | Algier (ALG)      | |
| * | 18.12.1990 | Algerien                     | 0:1                 | Freundschaftsspiel                                         | ? (ALG)           | |
| * | 19.12.1990 | Marokko                      | 0:0                 | Freundschaftsspiel                                         | ? (MAR)           | |
| * | 15.02.1991 | Elfenbeinküste               | 0:0 n. V. 2:3 i. E. | Freundschaftsspiel                                         | ?                 | |
| * | 17.02.1991 | Algerien                     | 2:2 n. V. 3:1 i. E. | Freundschaftsspiel                                         | ?                 | |
| * | 05.05.1991 | Elfenbeinküste               | 0:0                 | Freundschaftsspiel (Coupe de la CEDEAO 1991-Qualifikation) | ?                 | |
| * | 09.06.1991 | Elfenbeinküste               | 0:2                 | Freundschaftsspiel (Coupe de la CEDEAO 1991-Qualifikation) | ? (ELF)           | |
| * | 31.10.1991 | Ghana                        | 3:2                 | Freundschaftsspiel (Coupe de la CEDEAO 1991-Halbfinale)    | ? (ELF)           | |
| * | 02.11.1991 | Elfenbeinküste               | 0:1                 | Freundschaftsspiel (Coupe de la CEDEAO 1991-Finale)        | ? (ELF)           | |
| * | 05.11.1991 | Luton Town FC                | 0:1                 | Freundschaftsspiel                                         | Tunis (TUN)       | Inoffizielles Länderspiel |
| * | ??.11.1991 | Ararat Jerewan               | ?:?                 | Freundschaftsspiel                                         | Tunis (TUN)       | Ergebnis unbekannt, Inoffizielles Länderspiel |
| * | 24.11.1991 | Guinea-Bissau                | 4:0                 | Freundschaftsspiel (Coupe de la CEDEAO 1991-Vorrunde)      | ?                 | |
| * | 27.11.1991 | Kap Verde                    | 0:0                 | Freundschaftsspiel (Coupe de la CEDEAO 1991-Vorrunde)      | ?                 | |
| * | 30.11.1991 | Gambia                       | 2:0                 | Freundschaftsspiel (Coupe de la CEDEAO 1991-Halbfinale)    | ?                 | |
| * | 02.12.1991 | Kap Verde                    | 1:0                 | Freundschaftsspiel (Coupe de la CEDEAO 1991-Finale)        | ?                 | |
| * | 16.12.1991 | Algerien                     | 1:3                 | Freundschaftsspiel                                         | ? (ALG)           | |
| * | 12.01.1992 | Nigeria                      | 1:2                 | AM 1992-Vorrunde                                           | Dakar             | |
| * | 16.01.1992 | Kenia                        | 3:0                 | AM 1992-Vorrunde                                           | Dakar             | |
| * | 19.01.1992 | Kamerun                      | 0:1                 | AM 1992-Viertelfinale                                      | Dakar             | |
| * | 16.08.1992 | Togo                         | 2:0                 | AM 1994/Qualifikation                                      | Dakar             | |
| * | 30.08.1992 | Guinea-Bissau                | 3:0                 | AM 1994/Qualifikation                                      | Dakar             | |
| * | 25.10.1992 | Mosambik                     | 1:0                 | WM 1994/Qualifikation                                      | Maputo (MOS)      | |
| * | 08.11.1992 | Sierra Leone                 | 0:2                 | AM 1994/Qualifikation                                      | Freetown (SLE)    | |
| * | 19.12.1992 | Gabun                        | 0:2                 | WM 1994/Qualifikation                                      | Libreville (GAB)  | |
| * | 10.01.1993 | Algerien                     | 1:2                 | AM 1994/Qualifikation                                      | Dakar             | |
| * | 12.01.1993 | Frankreich A'                | 1:3                 | Freundschaftsspiel                                         | Dakar             | Inoffizielles Länderspiel |
| * | 24.01.1993 | Togo                         | 1:1                 | AM 1994/Qualifikation                                      | Lomé (TOG)        | |
| * | 30.01.1993 | Mosambik                     | 6:1                 | WM 1994/Qualifikation                                      | Dakar             | |
| * | 27.02.1993 | Gabun                        | 1:0                 | WM 1994/Qualifikation                                      | Dakar             | |
| * | 11.04.1993 | Guinea-Bissau                | 3:0                 | AM 1994/Qualifikation                                      | Bissau (GNB)      | |
| * | 18.04.1993 | Marokko                      | 0:1                 | WM 1994/Qualifikation                                      | Casablanca (MAR)  | |
| * | 20.06.1993 | Mali                         | 2:0                 | Freundschaftsspiel                                         | ? (MLI)           | |
| * | 11.07.1993 | Sierra Leone                 | 1:1                 | AM 1994/Qualifikation                                      | Dakar             | |
| * | 17.07.1993 | Marokko                      | 1:3                 | WM 1994/Qualifikation                                      | Dakar             | |
| * | 25.07.1993 | Algerien                     | 0:4                 | AM 1994/Qualifikation                                      | Tlemcen (ALG)     | |
| * | 07.08.1993 | Sambia                       | 0:0                 | WM 1994/Qualifikation                                      | Abidjan (ELF)     | |
| * | 19.09.1993 | Simbabwe                     | 0:2                 | Freundschaftsspiel                                         | ? (SIM)           | |
| * | 26.09.1993 | Sambia                       | 0:4                 | WM 1994/Qualifikation                                      | Lusaka (SAM)      | |
| * | 27.11.1993 | Mali                         | 0:1                 | ACC 1993-Vorrunde                                          | ? (SLE)           | |
| * | 29.11.1993 | Mauretanien                  | 4:0                 | ACC 1993-Vorrunde                                          | ? (SLE)           | |
| * | 01.12.1993 | Guinea-Bissau                | 0:0                 | ACC 1993-Vorrunde                                          | ? (SLE)           | |
| * | 03.12.1993 | Gambia                       | 2:0                 | ACC 1993-Halbfinale                                        | ? (SLE)           | |
| * | 05.12.1993 | Sierra Leone                 | 0:2                 | ACC 1993-Finale                                            | ? (SLE)           | |
| * | 23.01.1994 | Mali                         | 0:1                 | Freundschaftsspiel                                         | ? (MLI)           | |
| * | 30.01.1994 | Mali                         | 0:0                 | Freundschaftsspiel                                         | ?                 | |
| * | 07.02.1994 | Gambia                       | 0:0                 | Freundschaftsspiel                                         | ? (GAM)           | |
| * | 27.02.1994 | Gabun                        | 0:0                 | Freundschaftsspiel                                         | ? (GAB)           | |
| * | 27.03.1994 | Guinea                       | 2:1                 | AM 1994-Vorrunde                                           | Sousse (TUN)      | |
| * | 31.03.1994 | Ghana                        | 0:1                 | AM 1994-Vorrunde                                           | Sousse (TUN)      | |
| * | 03.04.1994 | Sambia                       | 0:1                 | AM 1994-Viertelfinale                                      | Sousse (TUN)      | |
| * | 03.09.1994 | Mauretanien                  | 0:0                 | AM 1996-Qualifikation                                      | Dakar             | |
| * | 09.10.1994 | Niger                        | 3:1                 | Freundschaftsspiel                                         | ?                 | |
| * | 16.10.1994 | Togo                         | 0:2                 | AM 1996-Qualifikation                                      | Lomé (TOG)        | |
| * | 23.10.1994 | Oman                         | 1:0                 | Freundschaftsspiel                                         | ? (OMA)           | Erstes Länderspiel gegen Oman |
| * | 25.10.1994 | Oman                         | 1:2                 | Freundschaftsspiel                                         | ? (OMA)           | |
| * | 28.10.1994 | Vereinigte Arabische Emirate | 2:3                 | Freundschaftsspiel                                         | ? (VAE)           | |
| * | 13.11.1994 | Guinea-Bissau                | 4:1                 | AM 1996-Qualifikation                                      | Bissau (GNB)      | |
| * | 07.07.1995 | Tunesien                     | 0:0                 | AM 1996-Qualifikation                                      | Dakar             | |
| * | 22.01.1995 | Liberia                      | 1:1                 | AM 1996-Qualifikation                                      | Monrovia (LBR)    | |
| * | 01.03.1995 | Marokko                      | 0:2                 | Freundschaftsspiel                                         | ? (MAR)           | |
| * | 07.04.1995 | Mauretanien                  | 1:0                 | AM 1996-Qualifikation                                      | Nouakchott (MRT)  | |
| * | 22.04.1995 | Togo                         | 5:1                 | AM 1996-Qualifikation                                      | Dakar             | |
| * | 15.07.1995 | Tunesien                     | 0:4                 | AM 1996-Qualifikation                                      | Tunis (TUN)       | |
| * | 30.07.1995 | Liberia                      | 3:0                 | AM 1996-Qualifikation                                      | Dakar             | |
| * | 18.11.1995 | Guinea-Bissau                | 1:2                 | ACC 1995-Vorrunde                                          | ?                 | |
| * | 20.11.1995 | Guinea                       | 3:0                 | ACC 1995-Vorrunde                                          | ?                 | |
| * | 22.11.1995 | Mali                         | 1:1                 | ACC 1995-Vorrunde                                          | ?                 | |
| * | 21.04.1996 | Gambia                       | 2:1                 | Freundschaftsspiel                                         | ? (GAM)           | |
| * | 17.05.1996 | Mauretanien                  | 0:0                 | Freundschaftsspiel                                         | ? (MRT)           | |
| * | 26.05.1996 | Tunesien                     | 0:2                 | Freundschaftsspiel                                         | ? (TUN)           | |
| * | 02.06.1996 | Togo                         | 1:2                 | WM 1998-Qualifikation                                      | Lomé (TOG)        | |
| * | 16.06.1996 | Togo                         | 1:1                 | WM 1998-Qualifikation                                      | Dakar             | |
| * | 15.09.1996 | Mali                         | 1:0                 | Freundschaftsspiel                                         | ?                 | |
| * | 06.10.1996 | Äthiopien                    | 2:1                 | AM 1998-Qualifikation                                      | Addis Abeba (ÄTH) | |
| * | 12.01.1997 | Mali                         | 0:0                 | Freundschaftsspiel                                         | ? (MLI)           | |
| * | 25.01.1997 | Ägypten                      | 0:0                 | AM 1998-Qualifikation                                      | Dakar             | |
| * | 16.02.1997 | Mali                         | 0:0                 | Freundschaftsspiel                                         | ?                 | |
| * | 22.02.1997 | Marokko                      | 0:0                 | AM 1998-Qualifikation                                      | Dakar             | |
| * | 29.03.1997 | Sierra Leone                 | 1:2                 | Freundschaftsspiel                                         | ? (SLE)           | |
| * | 08.05.1997 | Elfenbeinküste               | 1:4                 | Freundschaftsspiel                                         | ? (ELF)           | |
| * | 06.06.1997 | Algerien                     | 0:0                 | Freundschaftsspiel                                         | ?                 | |
| * | 22.06.1997 | Äthiopien                    | 3:0                 | AM 1998-Qualifikation                                      | Dakar             | |
| * | 13.07.1997 | Ägypten                      | 0:2                 | AM 1998-Qualifikation                                      | Kairo (ÄGY)       | |
| * | 06.10.1997 | Marokko                      | 3:0                 | AM 1998-Qualifikation                                      | Rabat (MAR)       | |
| * | 19.11.1997 | Mali                         | 1:2                 | Freundschaftsspiel                                         | ?                 | |
| * | 28.11.1997 | Mauretanien                  | 1:1                 | ACC 1997-Vorrunde                                          | ? (GAM)           | |
| * | 30.11.1997 | Kap Verde                    | 2:0                 | ACC 1997-Vorrunde                                          | ? (GAM)           | |
| * | 02.12.1997 | Gambia                       | 0:0                 | ACC 1997-Vorrunde                                          | ? (GAM)           | |
| * | 05.12.1997 | Guinea                       | 2:1                 | ACC 1997-Halbfinale                                        | ? (GAM)           | |
| * | 07.12.1997 | Mali                         | 0:1                 | ACC 1997-Finale                                            | ? (GAM)           | |
| * | 22.07.1998 | Kap Verde                    | 1:0                 | Freundschaftsspiel                                         | ?                 | |
| * | 26.07.1998 | Mali                         | 3:1                 | Freundschaftsspiel                                         | ?                 | |
| * | 02.09.1998 | Marokko                      | 0:2                 | Freundschaftsspiel                                         | ? (MAR)           | |
| * | 17.09.1998 | Saudi-Arabien                | 2:3                 | Freundschaftsspiel                                         | ? (SAA)           | Erstes Länderspiel gegen Saudi-Arabien |
| * | 13.12.1998 | Burundi                      | 0:1                 | AM 2000/Qualifikation                                      | Bujumbura (BDI)   | Erstes Länderspiel gegen Burundi |
| * | 10.01.1999 | Guinea                       | 1:0                 | Freundschaftsspiel                                         | ?                 | |
| * | 13.01.1999 | Guinea                       | 1:0                 | Freundschaftsspiel                                         | ?                 | |
| * | 23.01.1999 | Burkina Faso                 | 1:1                 | AM 2000/Qualifikation                                      | Dakar             | |
| * | 28.02.1999 | Nigeria                      | 1:1                 | AM 2000/Qualifikation                                      | Dakar             | |
| * | 16.05.1999 | Libyen                       | 1:2                 | Freundschaftsspiel                                         | ? (LBY)           | |
| * | 01.06.1999 | Mali                         | 1:1                 | Freundschaftsspiel                                         | ? (MLI)           | |
| * | 06.06.1999 | Burkina Faso                 | 2:2                 | AM 2000/Qualifikation                                      | Ouagadougou (BFA) | |
| * | 19.06.1999 | Burundi                      | 1:0                 | AM 2000/Qualifikation                                      | Dakar             | |
| * | 18.07.1999 | Eritrea                      | 6:2                 | AM 2000/Playoff                                            | Dakar             | Erstes Länderspiel gegen Eritrea |
| * | 30.07.1999 | Simbabwe                     | 1:2                 | AM 2000/Playoff                                            | Harare (SIM)      | |
| * | 08.08.1999 | Simbabwe                     | 2:2                 | AM 2000/Playoff                                            | Dakar             | |
| * | 20.08.1999 | Eritrea                      | 2:0                 | AM 2000/Playoff                                            | Asmara (ERI)      | |
| * | 20.11.1999 | Elfenbeinküste               | 3:0                 | Freundschaftsspiel                                         | ?                 | |
| * | 12.12.1999 | Gambia                       | 3:0                 | Freundschaftsspiel                                         | ?                 | |
| * | 21.12.1999 | Marokko                      | 0:0                 | Freundschaftsspiel                                         | Agadir (MAR)      | |

### 2000 bis 2009
|   | Datum      | Gegner                       | Resultat            | Anlass                          | Austragungsort      | Bemerkungen                         |
| - | ---------- | ---------------------------- | ------------------- | ------------------------------- | ------------------- | ----------------------------------- |
| * | 13.01.2000 | Kamerun                      | 0:0                 | Freundschaftsspiel              | ?                   |                                     |
| * | 21.06.2000 | Burkina Faso                 | 3:1                 | AM 2000-Vorrunde                | Kano (NGA)          |                                     |
| * | 28.01.2000 | Ägypten                      | 0:1                 | AM 2000-Vorrunde                | Kano (NGA)          |                                     |
| * | 02.02.2000 | Sambia                       | 2:2                 | AM 2000-Vorrunde                | Lagos (NGA)         |                                     |
| * | 07.02.2000 | Nigeria                      | 1:2 n. V.           | AM 2000-Viertelfinale           | Lagos (NGA)         |                                     |
| * | 09.04.2000 | Benin                        | 1:1                 | WM 2002-Qualifikation           | Cotonou (BEN)       |                                     |
| * | 23.04.2000 | Benin                        | 1:0                 | WM 2002-Qualifikation           | Dakar               |                                     |
| * | 06.05.2000 | Gambia                       | 1:1                 | ACC 2000-Vorrunde               | ? (KPV)             |                                     |
| * | 08.02.2000 | Kap Verde                    | 2:2                 | ACC 2000-Vorrunde               | ? (KPV)             |                                     |
| * | 11.05.2000 | Mali                         | 2:2 n. V. 3:2 i. E. | ACC 2000-Halbfinale             | ? (KPV)             |                                     |
| * | 14.05.2000 | Kap Verde                    | 0:1                 | ACC 2000-Finale                 | ? (KPV)             |                                     |
| * | 04.06.2000 | Sambia                       | 0:0                 | Freundschaftsspiel              | ?                   |                                     |
| * | 06.06.2000 | Sambia                       | 0:0                 | Freundschaftsspiel              | ?                   |                                     |
| * | 11.06.2000 | Tunesien                     | 1:4                 | Freundschaftsspiel              | ? (TUN)             |                                     |
| * | 16.06.2000 | Algerien                     | 1:1                 | WM 2002-Qualifikation           | Annaba (ALG)        |                                     |
| * | 09.07.2000 | Ägypten                      | 0:0                 | WM 2002-Qualifikation           | Dakar               |                                     |
| * | 24.09.2000 | Togo                         | 0:0                 | AM 2002-Qualifikation           | Dakar               |                                     |
| * | 08.10.2000 | Guinea                       | 0:1                 | AM 2002-Qualifikation           | Conakry (GUI)       |                                     |
| * | 13.01.2001 | Uganda                       | 1:1                 | AM 2002-Qualifikation           | Kampala (UGA)       | Erstes Länderspiel gegen Uganda     |
| * | 04.02.2001 | Mali                         | 1:0                 | Freundschaftsspiel              | ?                   |                                     |
| * | 24.02.2001 | Marokko                      | 0:0                 | WM 2002-Qualifikation           | Rabat (MAR)         |                                     |
| * | 10.03.2001 | Namibia                      | 4:0                 | WM 2002-Qualifikation           | Dakar               | Erstes Länderspiel gegen Namibia    |
| * | 24.03.2001 | Uganda                       | 3:0                 | AM 2002-Qualifikation           | Dakar               |                                     |
| * | 21.04.2001 | Algerien                     | 3:0                 | WM 2002-Qualifikation           | Dakar               |                                     |
| * | 06.05.2001 | Ägypten                      | 0:1                 | WM 2002-Qualifikation           | Kairo (ÄGY)         |                                     |
| * | 03.06.2001 | Gambia                       | 0:0                 | Freundschaftsspiel              | ? (GAM)             |                                     |
| * | 17.06.2001 | Togo                         | 0:1                 | AM 2002-Qualifikation           | Lomé (TOG)          |                                     |
| * | 14.07.2001 | Marokko                      | 1:0                 | WM 2002-Qualifikation           | Dakar               |                                     |
| * | 21.07.2001 | Namibia                      | 5:0                 | WM 2002-Qualifikation           | Windhoek (NAM)      |                                     |
| * | 04.10.2001 | Japan                        | 2:0                 | Freundschaftsspiel              | Lens (FRA)          |                                     |
| * | 08.11.2001 | Südkorea                     | 1:0                 | Freundschaftsspiel              | Seoul (KOR)         |                                     |
| * | 26.12.2001 | Burkina Faso                 | 2:4                 | Freundschaftsspiel              | ?                   |                                     |
| * | 30.12.2001 | Algerien                     | 1:0                 | Freundschaftsspiel              | ?                   |                                     |
| * | 20.01.2002 | Ägypten                      | 1:0                 | AM 2002-Vorrunde                | Bamako (MLI)        |                                     |
| * | 26.01.2002 | Sambia                       | 1:0                 | AM 2002-Vorrunde                | Bamako (MLI)        |                                     |
| * | 31.01.2002 | Tunesien                     | 0:0                 | AM 2002-Vorrunde                | Kayes (MLI)         |                                     |
| * | 04.02.2002 | Demokratische Republik Kongo | 2:0                 | AM 2002-Viertelfinale           | Bamako (MLI)        |                                     |
| * | 04.02.2002 | Nigeria                      | 2:1 n. V.           | AM 2002-Halbfinale              | Bamako (MLI)        |                                     |
| * | 10.02.2002 | Kamerun                      | 0:0 n. V. 2:3 i. E. | AM 2002-Finale                  | Bamako (MLI)        |                                     |
| * | 27.04.2002 | Bolivien                     | 2:1                 | Freundschaftsspiel              | Dakar (SEN)         | Erstes Länderspiel gegen Bolivien   |
| * | 14.05.2002 | Saudi-Arabien                | 2:3                 | Freundschaftsspiel              | ? (SAA)             |                                     |
| * | 19.05.2002 | Kashiwa Reysol               | 0:0                 | Freundschaftsspiel              | Fujieda (JPN)       | Inoffizielles Länderspiel           |
| * | 23.05.2002 | Ecuador                      | 1:0                 | Freundschaftsspiel              | Tottori (JPN)       | Erstes Länderspiel gegen Ecuador    |
| * | 31.05.2002 | Frankreich                   | 1:0                 | WM 2002-Vorrunde                | Seoul (KOR)         | Erstes Länderspiel gegen Frankreich |
| * | 06.06.2002 | Dänemark                     | 1:1                 | WM 2002-Vorrunde                | Daegu (KOR)         |                                     |
| * | 11.06.2002 | Uruguay                      | 3:3                 | WM 2002-Vorrunde                | Suwon (KOR)         | Erstes Länderspiel gegen Uruguay    |
| * | 16.06.2002 | Schweden                     | 2:1 n. V.           | WM 2002-Achtelfinale            | Ōita (JPN)          | Erstes Länderspiel gegen Schweden   |
| * | 22.06.2002 | Türkei                       | 0:1 n. V.           | WM 2002-Viertelfinale           | Osaka (JPN)         | Erstes Länderspiel gegen Türkei     |
| * | 08.09.2002 | Lesotho                      | 1:0                 | AM 2004-Qualifikation           | Maseru (LES)        | Erstes Länderspiel gegen Lesotho    |
| * | 12.10.2002 | Nigeria                      | 2:2                 | Freundschaftsspiel              | ?                   |                                     |
| * | 19.11.2002 | Südafrika                    | 1:1 n. V. 4:1 i. E. | Freundschaftsspiel              | ? (SAF)             | Erstes Länderspiel gegen Südafrika  |
| * | 12.02.2003 | Marokko                      | 0:1                 | Freundschaftsspiel              | ?                   |                                     |
| * | 30.03.2003 | Gambia                       | 0:0                 | AM 2004-Qualifikation           | Banjul (GAM)        |                                     |
| * | 30.04.2003 | Tunesien                     | 0:1                 | Freundschaftsspiel              | ? (TUN)             |                                     |
| * | 31.05.2003 | Kap Verde                    | 2:1                 | Freundschaftsspiel              | ?                   |                                     |
| * | 14.06.2003 | Gambia                       | 3:1                 | AM 2004-Qualifikation           | Dakar               |                                     |
| * | 06.07.2003 | Lesotho                      | 3:0                 | AM 2004-Qualifikation           | Dakar               |                                     |
| * | 10.09.2003 | Japan                        | 1:0                 | Freundschaftsspiel              | Niigata (JPN)       |                                     |
| * | 10.10.2003 | Ägypten                      | 0:1                 | Freundschaftsspiel              | ? (ÄGY)             |                                     |
| * | 15.11.2003 | Elfenbeinküste               | 1:0                 | Freundschaftsspiel              | ?                   |                                     |
| * | 18.01.2004 | Südafrika                    | 2:1                 | Freundschaftsspiel              | ?                   |                                     |
| * | 26.01.2004 | Burkina Faso                 | 0:0                 | AM 2004-Vorrunde                | Tunis (TUN)         |                                     |
| * | 30.01.2004 | Kenia                        | 3:0                 | AM 2004-Vorrunde                | Bizerte (TUN)       |                                     |
| * | 02.02.2004 | Mali                         | 1:1                 | AM 2004-Vorrunde                | Tunis (TUN)         |                                     |
| * | 07.02.2004 | Tunesien                     | 0:1                 | AM 2004-Viertelfinale           | Radès (TUN)         |                                     |
| * | 29.05.2004 | Guinea                       | 1:1                 | Freundschaftsspiel              | ?                   |                                     |
| * | 05.06.2004 | Republik Kongo               | 2:0                 | WM 2006 / AM 2006-Qualifikation | Dakar               |                                     |
| * | 13.06.2004 | Kap Verde                    | 3:1                 | Freundschaftsspiel              | ? (KPV)             |                                     |
| * | 20.06.2004 | Togo                         | 1:3                 | WM 2006 / AM 2006-Qualifikation | Lomé (TOG)          |                                     |
| * | 03.07.2004 | Sambia                       | 1:0                 | WM 2006 / AM 2006-Qualifikation | Dakar               |                                     |
| * | 18.08.2004 | Elfenbeinküste               | 1:2                 | Freundschaftsspiel              | ?                   |                                     |
| * | 05.09.2004 | Mali                         | 2:2                 | WM 2006 / AM 2006-Qualifikation | Bamako (MLI)        |                                     |
| * | 10.10.2004 | Liberia                      | 3:0                 | WM 2006 / AM 2006-Qualifikation | Paynesville (LBR)   |                                     |
| * | 17.11.2004 | Algerien                     | 2:1                 | Freundschaftsspiel              | ?                   |                                     |
| * | 09.02.2005 | Kamerun                      | 0:1                 | Freundschaftsspiel              | ?                   |                                     |
| * | 26.03.2005 | Liberia                      | 6:1                 | WM 2006 / AM 2006-Qualifikation | Dakar               |                                     |
| * | 05.06.2005 | Republik Kongo               | 0:0                 | WM 2006 / AM 2006-Qualifikation | Brazzaville (KGO)   |                                     |
| * | 18.06.2005 | Togo                         | 2:2                 | WM 2006 / AM 2006-Qualifikation | Dakar               |                                     |
| * | 17.08.2005 | Ghana                        | 0:0                 | Freundschaftsspiel              | ?                   |                                     |
| * | 03.09.2005 | Sambia                       | 1:0                 | WM 2006 / AM 2006-Qualifikation | Chililabombwe (SAM) |                                     |
| * | 08.10.2005 | Mali                         | 3:0                 | WM 2006 / AM 2006-Qualifikation | Dakar               |                                     |
| * | 12.11.2005 | Südafrika                    | 3:2                 | Freundschaftsspiel              | ? (RSA)             |                                     |
| * | 27.12.2005 | Ecuador                      | 2:1                 | Freundschaftsspiel              | Kairo (ÄGY)         |                                     |
| * | 29.12.2005 | Ägypten                      | 2:4                 | Freundschaftsspiel              | Kairo (ÄGY)         |                                     |
| * | 14.01.2006 | Demokratische Republik Kongo | 0:0                 | Freundschaftsspiel              | ?                   |                                     |
| * | 23.01.2006 | Simbabwe                     | 2:0                 | AM 2006-Vorrunde                | Port Said (ÄGY)     |                                     |
| * | 27.01.2006 | Ghana                        | 0:1                 | AM 2006-Vorrunde                | Port Said (ÄGY)     |                                     |
| * | 31.01.2006 | Nigeria                      | 1:2                 | AM 2006-Vorrunde                | Port Said (ÄGY)     |                                     |
| * | 03.02.2006 | Guinea                       | 3:2                 | AM 2006-Viertelfinale           | Alexandria (ÄGY)    |                                     |
| * | 07.02.2006 | Ägypten                      | 1:2                 | AM 2006-Halbfinale              | Kairo (ÄGY)         |                                     |
| * | 09.02.2006 | Guinea                       | 3:2                 | AM 2006-Spiel um der Platz 3.   | Kairo (ÄGY)         |                                     |
| * | 01.03.2006 | Norwegen                     | 2:1                 | Freundschaftsspiel              | Dakar               | Erstes Länderspiel gegen Norwegen   |
| * | 23.05.2006 | Südkorea                     | 1:1                 | Freundschaftsspiel              | Seoul (KOR)         |                                     |
| * | 16.08.2006 | Elfenbeinküste               | 0:0                 | Freundschaftsspiel              | Tours (FRA)         |                                     |
| * | 02.09.2006 | Mosambik                     | 2:0                 | AM 2008-Qualifikation           | Dakar               |                                     |
| * | 07.10.2006 | Burkina Faso                 | 0:1                 | AM 2008-Qualifikation           | Ouagadougou (BFA)   |                                     |
| * | 07.02.2007 | Benin                        | 2:1                 | Freundschaftsspiel              | ?                   |                                     |
| * | 24.03.2007 | Tansania                     | 4:0                 | AM 2008-Qualifikation           | Dakar               | Erstes Länderspiel gegen Tansania   |
| * | 02.06.2007 | Tansania                     | 1:1                 | AM 2008-Qualifikation           | Mwanza (TAN)        |                                     |
| * | 10.06.2007 | Malawi                       | 3:2                 | Freundschaftsspiel              | ? (MWI)             |                                     |
| * | 17.06.2007 | Mosambik                     | 0:0                 | AM 2008-Qualifikation           | Maputo (MOS)        |                                     |
| * | 21.08.2007 | Ghana                        | 1:1                 | Freundschaftsspiel              | ?                   |                                     |
| * | 08.09.2007 | Burkina Faso                 | 5:1                 | AM 2008-Qualifikation           | Dakar               |                                     |
| * | 14.10.2007 | Guinea                       | 3:1                 | Freundschaftsspiel              | ?                   |                                     |
| * | 17.11.2007 | Mali                         | 3:2                 | Freundschaftsspiel              | ?                   |                                     |
| * | 21.11.2007 | Marokko                      | 0:3                 | Freundschaftsspiel              | ?                   |                                     |
| * | 12.01.2008 | Namibia                      | 3:1                 | Freundschaftsspiel              | ?                   |                                     |
| * | 16.01.2008 | Benin                        | 2:1                 | Freundschaftsspiel              | ?                   |                                     |
| * | 23.01.2008 | Tunesien                     | 2:2                 | AM 2008-Vorrunde                | Tamale (GHA)        |                                     |
| * | 25.01.2008 | Angola                       | 1:3                 | AM 2008-Vorrunde                | Tamale (GHA)        |                                     |
| * | 31.01.2008 | Südafrika                    | 1:1                 | AM 2008-Vorrunde                | Kumasi (GHA)        |                                     |
| * | 31.05.2008 | Algerien                     | 1:0                 | WM 2010 / AM 2010-Qualifikation | Dakar               |                                     |
| * | 08.06.2008 | Gambia                       | 0:0                 | WM 2010 / AM 2010-Qualifikation | Bakau (GAM)         |                                     |
| * | 15.06.2008 | Liberia                      | 2:2                 | WM 2010 / AM 2010-Qualifikation | Monrovia (LBR)      |                                     |
| * | 21.06.2008 | Liberia                      | 3:1                 | WM 2010 / AM 2010-Qualifikation | Dakar               |                                     |
| * | 05.09.2008 | Algerien                     | 2:3                 | WM 2010 / AM 2010-Qualifikation | Blida (ALG)         |                                     |
| * | 11.10.2008 | Gambia                       | 1:1                 | WM 2010 / AM 2010-Qualifikation | Dakar               |                                     |
| * | 22.12.2008 | Oman                         | 0:1                 | Freundschaftsspiel              | ? (OMA)             |                                     |
| * | 28.03.2009 | Oman                         | 0:2                 | Freundschaftsspiel              | ? (OMA)             |                                     |
| * | 01.04.2009 | Iran                         | 1:1                 | Freundschaftsspiel              | Teheran (IRN)       | Erstes Länderspiel gegen den Iran   |
| * | 12.08.2009 | Demokratische Republik Kongo | 2:1                 | Freundschaftsspiel              | ?                   |                                     |
| * | 05.09.2009 | Angola                       | 1:1                 | Freundschaftsspiel              | ?                   |                                     |
| * | 09.09.2009 | Volksrepublik China          | 0:0                 | Freundschaftsspiel              | Harbin (CHN)        |                                     |
| * | 14.10.2009 | Südkorea                     | 0:2                 | Freundschaftsspiel              | Seoul (KOR)         |                                     |

### 2010 bis 2019
|   | Datum      | Gegner                       | Resultat            | Anlass                 | Austragungsort        | Bemerkungen |
| - | ---------- | ---------------------------- | ------------------- | ---------------------- | --------------------- | --- |
| * | 03.03.2010 | Griechenland                 | 2:0                 | Freundschaftsspiel     | Volos (GRE)           | Erstes Länderspiel gegen Griechenland |
| * | 10.05.2010 | Mexiko                       | 0:1                 | Freundschaftsspiel     | Chicago (USA)         | Erstes Länderspiel gegen Mexiko |
| * | 27.05.2010 | Dänemark                     | 0:2                 | Freundschaftsspiel     | Aalborg (DÄN)         | |
| * | 11.08.2010 | Kap Verde                    | 1:0                 | Freundschaftsspiel     | ?                     | |
| * | 05.09.2010 | Demokratische Republik Kongo | 4:2                 | AM 2012-Qualifikation  | Lubumbashi (DR Kongo) | |
| * | 09.10.2010 | Mauritius                    | 7:0                 | AM 2012-Qualifikation  | Dakar                 | Erstes Länderspiel gegen Mauritius |
| * | 28.10.2010 | Jemen                        | 1:4                 | Freundschaftsspiel     | Aden (JEM)            | Erstes Länderspiel gegen Jemen |
| * | 17.11.2010 | Gabun                        | 2:1                 | Freundschaftsspiel     | ?                     | |
| * | 09.02.2011 | Guinea                       | 3:0                 | Freundschaftsspiel     | ?                     | |
| * | 26.03.2011 | Kamerun                      | 1:0                 | AM 2012-Qualifikation  | Dakar                 | |
| * | 04.06.2011 | Kamerun                      | 0:0                 | AM 2012-Qualifikation  | Yaoundé (KMR)         | |
| * | 10.08.2011 | Marokko                      | 0:2                 | Freundschaftsspiel     | ?                     | |
| * | 03.09.2011 | Demokratische Republik Kongo | 2:0                 | AM 2012-Qualifikation  | Dakar                 | |
| * | 09.10.2011 | Mauritius                    | 2:0                 | AM 2012-Qualifikation  | Belle Vue (MRI)       | |
| * | 11.11.2011 | Guinea                       | 4:1                 | Freundschaftsspiel     | ?                     | |
| * | 12.01.2012 | Sudan                        | 1:0                 | Freundschaftsspiel     | ?                     | Erstes Länderspiel gegen Sudan |
| * | 21.01.2012 | Sambia                       | 1:2                 | AM 2012-Vorrunde       | Bata (ÄQG)            | |
| * | 25.01.2012 | Äquatorialguinea             | 1:2                 | AM 2012-Vorrunde       | Bata (ÄQG)            | Erstes Länderspiel gegen Äquatorialguinea |
| * | 29.01.2012 | Libyen                       | 1:2                 | AM 2012-Vorrunde       | Bata (ÄQG)            | |
| * | 29.02.2012 | Südafrika                    | 0:0                 | Freundschaftsspiel     | ?                     | |
| * | 25.05.2012 | Marokko                      | 1:0                 | Freundschaftsspiel     | ?                     | |
| * | 02.06.2012 | Liberia                      | 3:1                 | WM 2014-Qualifikation  | Dakar                 | |
| * | 09.06.2013 | Uganda                       | 1:1                 | WM 2014-Qualifikation  | Kampala (UGA)         | |
| * | 08.09.2012 | Elfenbeinküste               | 2:4                 | AM 2013-Qualifikation  | Abidjan (ELF)         | |
| * | 13.10.2012 | Elfenbeinküste               | 0:2                 | AM 2013-Qualifikation  | Dakar                 | Das Rückspiel wurde nach 74 Spielminuten beim Stand von 2:0 für die Elfenbeinküste wegen Zuschauerausschreitungen abgebrochen und mit diesem Ergebnis gewertet. Senegal wurde disqualifiziert.                                                              |
| * | 14.11.2012 | Niger                        | 1:1                 | Freundschaftsspiel     | ?                     | |
| * | 05.02.2013 | Guinea                       | 1:1                 | Freundschaftsspiel     | ?                     | |
| * | 16.03.2013 | Libyen                       | 0:4                 | Freundschaftsspiel     | ?                     | |
| * | 23.03.2013 | Angola                       | 1:1                 | WM 2014-Qualifikation  | Dakar                 | |
| * | 08.06.2013 | Angola                       | 1:1                 | WM 2014-Qualifikation  | Luanda (ANG)          | |
| * | 16.06.2013 | Liberia                      | 2:0                 | WM 2014-Qualifikation  | Paynesville (LBR)     | |
| * | 06.07.2013 | Mauretanien                  | 1:0                 | ANM 2014-Qualifikation | ?                     | |
| * | 20.07.2013 | Mauretanien                  | 0:2                 | ANM 2014-Qualifikation | ? (MTN)               | |
| * | 14.08.2013 | Sambia                       | 1:1                 | Freundschaftsspiel     | ?                     | |
| * | 07.09.2013 | Uganda                       | 1:0                 | WM 2014-Qualifikation  | Marrakesch (MAR)      | |
| * | 12.10.2013 | Elfenbeinküste               | 1:3                 | WM 2014-Qualifikation  | Abidjan (ELF)         | |
| * | 16.11.2013 | Elfenbeinküste               | 1:1                 | WM 2014-Qualifikation  | Dakar                 | |
| * | 05.03.2014 | Mali                         | 1:1                 | Freundschaftsspiel     | ?                     | |
| * | 21.05.2014 | Burkina Faso                 | 1:1                 | Freundschaftsspiel     | ?                     | |
| * | 25.05.2014 | Kosovo                       | 3:1                 | Freundschaftsspiel     | Genf (SUI)            | Erstes Länderspiel gegen Kosovo, inoffizielles Länderspiel (Am 13. Januar 2014 erlaubte ein Dringlichkeitskomitee der FIFA kosovarischen Vereinen und Verbandsmannschaften, internationale Freundschaftsspiele gegen FIFA-Mitgliedsverbände zu bestreiten.) |
| * | 31.05.2014 | Kolumbien                    | 2:2                 | Freundschaftsspiel     | Buenos Aires (ARG)    | Erstes Länderspiel gegen Kolumbien |
| * | 05.09.2014 | Ägypten                      | 2:0                 | AM 2015-Qualifikation  | Dakar                 | |
| * | 10.09.2014 | Botswana                     | 2:0                 | AM 2015-Qualifikation  | Gaborone (BOT)        | Erstes Länderspiel gegen Botswana |
| * | 10.10.2014 | Tunesien                     | 0:0                 | AM 2015-Qualifikation  | Dakar                 | |
| * | 15.10.2014 | Tunesien                     | 0:1                 | AM 2015-Qualifikation  | Monastir (TUN)        | |
| * | 15.11.2014 | Ägypten                      | 1:0                 | AM 2015-Qualifikation  | Kairo (ÄGY)           | |
| * | 19.11.2014 | Botswana                     | 3:0                 | AM 2015-Qualifikation  | Dakar                 | |
| * | 09.01.2015 | Gabun                        | 1:0                 | Freundschaftsspiel     | ?                     | |
| * | 13.01.2015 | Guinea                       | 5:2                 | Freundschaftsspiel     | ?                     | |
| * | 19.01.2015 | Ghana                        | 2:1                 | AM 2015-Vorrunde       | Mongomo (ÄQG)         | |
| * | 23.01.2015 | Südafrika                    | 1:1                 | AM 2015-Vorrunde       | Mongomo (ÄQG)         | |
| * | 27.01.2015 | Algerien                     | 0:2                 | AM 2015-Vorrunde       | Malabo (ÄQG)          | |
| * | 28.03.2015 | Ghana                        | 2:1                 | Freundschaftsspiel     | ? (GHA)               | |
| * | 07.06.2015 | Mauretanien                  | :                   | Freundschaftsspiel     | ?                     | Abgebrochenes Spiel |
| * | 13.06.2015 | Burundi                      | 3:1                 | AM 2017-Qualifikation  | Dakar                 | |
| * | 20.06.2015 | Gambia                       | 3:1                 | ANM 2016-Qualifikation | Dakar                 | |
| * | 04.07.2015 | Gambia                       | 1:0                 | ANM 2016-Qualifikation | Bakau (GAM)           | |
| * | 05.09.2015 | Namibia                      | 2:2                 | AM 2017-Qualifikation  | Windhoek (NAM)        | |
| * | 08.09.2015 | Südafrika                    | 0:1                 | Freundschaftsspiel     | ? (SAF)               | |
| * | 13.09.2015 | Mauretanien                  | :                   | Freundschaftsspiel     | ?                     | Abgebrochenes Spiel |
| * | 13.10.2015 | Algerien                     | 0:1                 | Freundschaftsspiel     | Algier (ALG)          | |
| * | 17.10.2015 | Guinea                       | 0:2                 | ANM 2016-Qualifikation | Bamako (MLI)          | |
| * | 24.10.2015 | Guinea                       | 3:1                 | ANM 2016-Qualifikation | Dakar                 | |
| * | 13.11.2015 | Madagaskar                   | 2:2                 | WM 2018-Qualifikation  | Antananarivo (MAD)    | Erstes Länderspiel gegen Madagaskar |
| * | 17.11.2015 | Madagaskar                   | 3:0                 | WM 2018-Qualifikation  | Dakar                 | |
| * | 10.02.2016 | Mexiko                       | 0:2                 | Freundschaftsspiel     | Miami (USA)           | |
| * | 26.03.2016 | Niger                        | 2:0                 | AM 2017-Qualifikation  | Dakar                 | |
| * | 29.03.2016 | Niger                        | 2:1                 | AM 2017-Qualifikation  | Niamey (NGR)          | |
| * | 28.05.2016 | Ruanda                       | 2:0                 | Freundschaftsspiel     | Kigali (RUA)          | Erstes Länderspiel gegen Ruanda |
| * | 04.06.2016 | Burundi                      | 2:0                 | AM 2017-Qualifikation  | Bujumbura (BDI)       | |
| * | 03.09.2016 | Namibia                      | 2:0                 | AM 2017-Qualifikation  | Dakar                 | |
| * | 08.10.2016 | Kap Verde                    | 2:0                 | WM 2018/Qualifikation  | Dakar                 | |
| * | 12.11.2016 | Südafrika                    | 1:2                 | WM 2018/Qualifikation  | Polokwane (SAF)       | Wegen Spielmanipulation (Verstoß gegen Art. 69 Abs. 1 des Disziplinarreglements) wurde der ghanaische Schiedsrichter Joseph Lamptey im März 2017 von der FIFA lebenslänglich gesperrt, das Spiel wurde annulliert und am 10. November 2017 wiederholt.      |
| * | 08.01.2017 | Libyen                       | 2:1                 | Freundschaftsspiel     | ?                     | |
| * | 11.01.2017 | Republik Kongo               | 2:0                 | Freundschaftsspiel     | ?                     | |
| * | 15.01.2017 | Tunesien                     | 2:0                 | AM 2017-Vorrunde       | Franceville (GAB)     | |
| * | 19.01.2017 | Simbabwe                     | 2:0                 | AM 2017-Vorrunde       | Franceville (GAB)     | |
| * | 23.01.2017 | Algerien                     | 2:2                 | AM 2017-Vorrunde       | Franceville (GAB)     | |
| * | 28.01.2017 | Kamerun                      | 0:0 n. V. 4:5 i.E   | AM 2017-Viertelfinale  | Franceville (GAB)     | |
| * | 23.03.2017 | Nigeria                      | 1:1                 | Freundschaftsspiel     | London (ENG)          | |
| * | 27.03.2017 | Elfenbeinküste               | 1:1*                | Freundschaftsspiel     | Paris (FRA)           | * Stand bei Spielabbruch (87. Min.) |
| * | 11.05.2017 | Mauretanien                  | 2:0                 | Freundschaftsspiel     | Dakar                 | |
| * | 05.06.2017 | Uganda                       | 0:0                 | Freundschaftsspiel     | Dakar                 | |
| * | 10.06.2017 | Äquatorialguinea             | 3:0                 | AM 2019-Qualifikation  | Dakar                 | |
| * | 15.07.2017 | Sierra Leone                 | 1:1                 | ANM 2018-Qualifikation | Freetown (SLE)        | |
| * | 22.07.2017 | Sierra Leone                 | 3:1                 | ANM 2018-Qualifikation | Dakar                 | |
| * | 15.08.2017 | Guinea                       | 3:1                 | ANM 2018-Qualifikation | Dakar                 | |
| * | 22.08.2017 | Guinea                       | 0:5                 | ANM 2018-Qualifikation | Conakry (GUI)         | |
| * | 02.09.2017 | Burkina Faso                 | 0:0                 | WM 2018/Qualifikation  | Dakar                 | |
| * | 05.09.2017 | Burkina Faso                 | 2:2                 | WM 2018/Qualifikation  | Polokwane (BFA)       | |
| * | 09.09.2017 | Liberia                      | 0:0 n.V 5:4 i. E.   | WAM 2017               | Cape Coast (GHA)      | |
| * | 15.09.2017 | Niger                        | 1:2                 | WAM 2017               | Cape Coast (GHA)      | |
| * | 17.09.2017 | Benin                        | 4:0                 | WAM 2017               | Cape Coast (GHA)      | |
| * | 19.09.2017 | Elfenbeinküste               | 0:0                 | WAM 2017               | Cape Coast (GHA)      | |
| * | 07.10.2017 | Kap Verde                    | 2:0                 | WM 2018/Qualifikation  | Praia (KPV)           | |
| * | 10.11.2017 | Südafrika                    | 2:0                 | WM 2018/Qualifikation  | Polokwane (SAF)       | Wiederholungsspiel des wegen Spielmanipulation annullierten Spieles vom November 2016 |
| * | 14.11.2017 | Südafrika                    | 2:1                 | WM 2018/Qualifikation  | Dakar                 | |
| * | 23.03.2018 | Usbekistan                   | 1:1                 | Freundschaftsspiel     | Marrakesch (MAR)      | Erstes Länderspiel gegen Usbekistan |
| * | 27.03.2018 | Bosnien und Herzegowina      | 0:0                 | Freundschaftsspiel     | Le Havre (FRA)        | Erstes Länderspiel gegen Bosnien und Herzegowina |
| * | 31.05.2018 | Luxemburg                    | 0:0                 | Freundschaftsspiel     | Luxemburg (LUX)       | Erstes Länderspiel gegen Luxemburg |
| * | 08.06.2018 | Kroatien                     | 1:2                 | Freundschaftsspiel     | Osijek (HRV)          | Erstes Länderspiel gegen Kroatien |
| * | 11.06.2018 | Südkorea                     | 2:0                 | Freundschaftsspiel     | Grödig (AUT)          | |
| * | 19.06.2018 | Polen                        | 2:1                 | WM 2018-Vorrunde       | Moskau (RUS)          | Erstes Länderspiel gegen Polen |
| * | 24.06.2018 | Japan                        | 2:2                 | WM 2018-Vorrunde       | Jekaterinburg (RUS)   | |
| * | 28.06.2018 | Kolumbien                    | 0:1                 | WM 2018-Vorrunde       | Samara (RUS)          | Senegal scheidet aus, da Japan in der Fair-Play-Wertung vor ihnen liegt. |
| * | 09.09.2018 | Madagaskar                   | 2:2                 | AM 2019-Qualifikation  | Antananarivo (MAD)    | |
| * | 13.10.2018 | Sudan                        | 3:0                 | AM 2019-Qualifikation  | Dakar                 | |
| * | 16.10.2018 | Sudan                        | 1:0                 | AM 2019-Qualifikation  | Khartum (SUD)         | |
| * | 16.11.2018 | Äquatorialguinea             | 1:0                 | AM 2019-Qualifikation  | (ÄQG)                 | |
| * | 22.03.2019 | Madagaskar                   | 2:0                 | AM 2019-Qualifikation  | Thiès                 | |
| * | 26.03.2019 | Mali                         | 2:1                 | Freundschaftsspiel     | Thiès                 | |
| * | 11.06.2019 | Real Murcia                  | 7:0                 | Freundschaftsspiel     | Murcia (SPA)          | Inoffizielles Länderspiel |
| * | 16.06.2019 | Nigeria                      | 1:0                 | Freundschaftsspiel     | Ismailia (ÄGY)        | |
| * | 23.06.2019 | Tansania                     | 2:0                 | AM 2019-Vorrunde       | Kairo (ÄGY)           | |
| * | 27.06.2019 | Algerien                     | 0:1                 | AM 2019-Vorrunde       | Kairo (ÄGY)           | |
| * | 01.07.2019 | Kenia                        | 3:0                 | AM 2019-Vorrunde       | Kairo (ÄGY)           | |
| * | 05.07.2019 | Uganda                       | 1:0                 | AM 2019-Achtelfinale   | Kairo (ÄGY)           | |
| * | 10.07.2019 | Benin                        | 1:0                 | AM 2019-Viertelfinale  | Kairo (ÄGY)           | |
| * | 14.07.2019 | Tunesien                     | 1:0 n. V.           | AM 2019-Halbfinale     | Kairo (ÄGY)           | |
| * | 19.07.2019 | Algerien                     | 0:1                 | AM 2019-Finale         | Kairo (ÄGY)           | |
| * | 26.07.2019 | Liberia                      | 0:1                 | ANM 2020-Qualifikation | Monrovia (LBR)        | |
| * | 02.08.2019 | Liberia                      | 3:0                 | ANM 2020-Qualifikation | Dakar                 | |
| * | 21.09.2019 | Guinea                       | 1:0                 | ANM 2020-Qualifikation | Dakar                 | |
| * | 10.10.2019 | Brasilien                    | 1:1                 | Freundschaftsspiel     | Kallang (SIN)         | Erstes Länderspiel gegen Brasilien |
| * | 20.10.2019 | Guinea                       | 0:1 n. V. 1:3 i. E. | ANM 2020-Qualifikation | Conakry (GUI)         | |
| * | 13.11.2019 | Republik Kongo               | 2:0                 | AM 2021-Qualifikation  | Thiès                 | |
| * | 17.11.2019 | Eswatini                     | 4:1                 | AM 2021-Qualifikation  | Manzini (SWA)         | Erstes Länderspiel gegen Eswatini |

### Seit 2020
|   | Datum      | Gegner           | Resultat            | Anlass                        | Austragungsort | Austragungsort         | Bemerkungen                                                                                          |
| - | ---------- | ---------------- | ------------------- | ----------------------------- | -------------- | ---------------------- | --- |
| * | 09.10.2020 | Marokko          | 1:3                 | Freundschaftsspiel            | A              | Rabat (MAR)            | [ 1 ]                                                                                                |
| * | 11.11.2020 | Guinea-Bissau    | 2:0                 | AM 2021-Qualifikation         | H              | Thiès                  | |
| * | 17.11.2020 | Guinea-Bissau    | 1:0                 | AM 2021-Qualifikation         | A              | Bissau (GNB)           | |
| * | 22.03.2021 | Republik Kongo   | 0:0                 | AM 2021-Qualifikation         | A              | Brazzaville (KGO)      | [ 2 ]                                                                                                |
| * | 30.03.2021 | Eswatini         | 1:1                 | AM 2021-Qualifikation         | H              | Thiès                  | |
| * | 05.06.2021 | Sambia           | 3:1                 | Freundschaftsspiel            | H              | Thiès                  | |
| * | 08.06.2021 | Kap Verde        | 2:0                 | Freundschaftsspiel            | H              | Thiès                  | |
| * | 07.07.2021 | Namibia          | 1:2                 | COSAFA Cup 2021 Vorrunde      | *              | Port Elizabeth (RSA)   | |
| * | 09.07.2021 | Mosambik         | 1:0                 | COSAFA Cup 2021 Vorrunde      | *              | Port Elizabeth (RSA)   | |
| * | 13.07.2021 | Simbabwe         | 2:1                 | COSAFA Cup 2021 Vorrunde      | *              | Port Elizabeth (RSA)   | |
| * | 14.07.2021 | Malawi           | 2:1                 | COSAFA Cup 2021 Vorrunde      | *              | Port Elizabeth (RSA)   | |
| * | 16.07.2021 | Eswatini         | 2:2 n. V. 3:0 i. E. | COSAFA Cup 2021 Halbfinale    | *              | Port Elizabeth (RSA)   | |
| * | 18.07.2021 | Südafrika        | 0:0 n. V. 4:5 i. E. | COSAFA Cup 2021 Finale        | *              | Port Elizabeth (RSA)   | |
| * | 01.09.2021 | Togo             | 2:0                 | WM-Qualifikation 2022         | H              | Thiès                  | |
| * | 07.09.2021 | Republik Kongo   | 3:1                 | WM-Qualifikation 2022         | A              | Brazzaville (COG)      | |
| * | 09.10.2021 | Namibia          | 4:1                 | WM-Qualifikation 2022         | H              | Thiès                  | |
| * | 12.10.2021 | Namibia          | 3:1                 | WM-Qualifikation 2022         | *              | Soweto (RSA)           | |
| * | 11.11.2021 | Togo             | 1:1                 | WM-Qualifikation 2022         | A              | Lomé (TOG)             | |
| * | 14.11.2021 | Republik Kongo   | 2:0                 | WM-Qualifikation 2022         | H              | Thiès                  | |
| * | 10.01.2022 | Simbabwe         | 1:0                 | Afrika-Cup 2022 Vorrunde      | *              | Bafoussam (CMR)        | [ 3 ]                                                                                                |
| * | 14.01.2022 | Guinea           | 0:0                 | Afrika-Cup 2022 Vorrunde      | *              | Bafoussam (CMR)        | |
| * | 18.01.2022 | Malawi           | 0:0                 | Afrika-Cup 2022 Vorrunde      | *              | Bafoussam (CMR)        | |
| * | 25.01.2022 | Kap Verde        | 2:0                 | Afrika-Cup 2022 Achtelfinale  | *              | Bafoussam (CMR)        | |
| * | 30.01.2022 | Äquatorialguinea | 3:1                 | Afrika-Cup 2022 Viertelfinale | *              | Yaoundé (CMR)          | |
| * | 02.02.2022 | Burkina Faso     | 3:1                 | Afrika-Cup 2022 Halbfinale    | *              | Yaoundé (CMR)          | Sadio Mané stellt mit seinem 29. Länderspieltor den fast 14 Jahre alten Rekord von Henri Camara ein. |
| * | 06.02.2022 | Ägypten          | 0:0 n. V. 4:2 i. E. | Afrika-Cup 2022 Finale        | *              | Yaoundé (CMR)          | |
| * | 24.03.2022 | Ägypten          | 0:1                 | WM-Qualifikation 2022         | A              | Kairo (EGY)            | |
| * | 29.03.2022 | Ägypten          | 1:0 n. V. 3:1 i. E. | WM-Qualifikation 2022         | H              | Dakar                  | |
| * | 04.06.2022 | Benin            | 3:1                 | AM 2023-Qualifikation         | H              | Dakar                  | |
| * | 07.06.2022 | Ruanda           | 1:0                 | AM 2023-Qualifikation         | H              | Dakar                  | |
| * | 13.07.2022 | Eswatini         | 1:1 10:9 i. E.      | COSAFA Cup 2022 Vorrunde      | *              | Durban (RSA)           | |
| * | 15.07.2022 | Sambia           | 3:4                 | COSAFA Cup 2022 Vorrunde      | *              | Durban (RSA)           | |
| * | 17.07.2022 | Mosambik         | 1:1 4:2 i. E.       | COSAFA Cup 2022 Vorrunde      | *              | Durban (RSA)           | |
| * | 24.09.2022 | Bolivien         | 2:0                 |                               | *              | Orléans (FRA)          | |
| * | 27.09.2022 | Iran             | 1:1                 |                               | *              | Maria Enzersdorf (AUT) | |
| * | 21.11.2022 | Niederlande      | 0:2                 | WM 2022-Vorrunde              | *              | Doha (QAT)             | Erstes Länderspiel gegen die Niederlande                                                             |
| * | 25.11.2022 | Katar            | 3:1                 | WM 2022-Vorrunde              | A              | Doha (QAT)             | Erstes Länderspiel gegen Katar                                                                       |
| * | 29.11.2022 | Ecuador          | 2:1                 | WM 2022-Vorrunde              | *              | ar-Rayyan (QAT)        | |
| * | 04.12.2022 | England          | 0:3                 | WM 2022-Achtelfinale          | *              | al-Chaur (QAT)         | Erstes Länderspiel gegen England                                                                     |